# Gambela (regio)
Gambela is een regio (kilil of staat) van Ethiopië. De hoofdstad is het gelijknamige Gambela en de regio heeft 253.000 inwoners (2007).
In de regio is een conflict tussen de inheemse Anuak en uit Zuid-Soedan geïmmigreerde volken (zoals de Dinka). Er zijn belangrijke olievelden in Gambela.

## Geografie
De regio ligt in het zuidwesten van Ethiopië en grenst aan Zuid-Soedan, en de overige Ethiopische regio's Oromia en Yedebub Biheroch Bihereseboch na Hizboch.

## Bevolking
De regio is in 1995 op etnische gronden opgericht. De Nuer (40%) en de Anuak (27%) vormen de twee omvangrijkste etnische groepen van de regio. Het gebied werd veroverd door de beter bewapende Oromos en kwam via deze weg bij Ethiopië.

## Zones
- Zone 1
- Zone 2
- Zone 3
- Zone 4